# Rafał Kazimierz Makowiecki
Rafał Kazimierz Makowiecki z Borzymia (czyli Bożymia) herbu Pomian (zm. 1689) – kasztelan sanocki (1676-1678), i kamieniecki w 1678 roku, starosta trembowelski w latach 1650–1676, podstoli halicki w latach 1649–1650, dworzanin królewski w 1650 roku, rotmistrz wojska powiatowego ziemi halickiej w 1657 roku i  w latach 1660-1665.
Był synem kasztelana halickiego, którego brat Wojciech Makowiecki zginął pod Cecorą. Dziadek jego Jan Makowiecki był rotmistrzem walczącym na Węgrzech.
Poślubił Teresę Dembińską – podkomorzankę krakowską.
6 października 1649 r. brał udział w sejmiku halickim. Poseł na sejm 1649/1650 roku z sejmiku halickiego województwa ruskiego. Poseł sejmiku halickiego na sejm 1650 roku, sejm 1659 roku, sejm 1664/1665 roku, sejm nadzwyczajny 1668 roku.
9 sierpnia 1650 otrzymał od Jana Kazimierza starostwo trembowelskie. Do jego posiadłości należał m.in. zamek w Zawałowie.
Zabiegał o pozyskanie jezuity Stanisława Solskiego.  W 1666 roku był deputatem ziemi halickiej na Trybunał Główny Koronny w Lublinie.
W latach 1663–1685 z fundacji Rafała Kazimierza Makowieckiego, zbudowany został kościół pw. Zesłania św. Ducha w Żabnie.
Brał udział z królem Janem Kazimierzem w wyprawach wojennych przeciw Kozakom, Tatarom, Turkom i Moskwie, oraz wiele wykazał męstwa w boju, walcząc jako rotmistrz. Przywiózł prochy rodziców z Podola do kościoła świętych apostołów Piotra i Pawła w Krakowie, gdzie też w 1689 roku został pochowany.